# 390

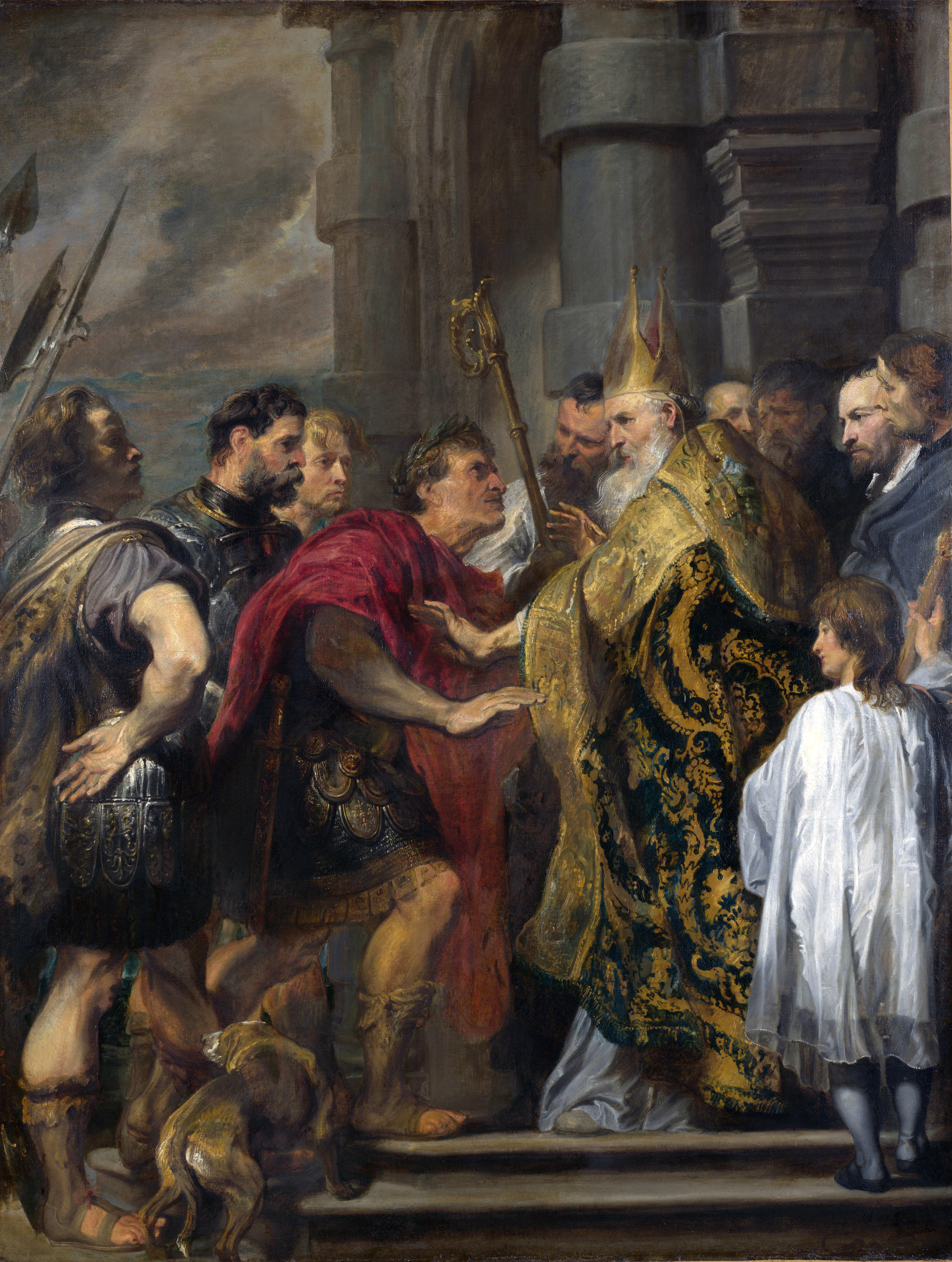
Keizer Theodosius I en Ambrosius, door Antoon van Dyck

Het jaar 390 is het 90e jaar in de 4e eeuw volgens de christelijke jaartelling.

## Gebeurtenissen

### Europa
- April - Bloedbad van Thessaloniki: Na een kortstondige opstand in de Illyrische stad Thessaloniki bestraft keizer Theodosius I de inwoners en laat 7.000 burgers vermoorden.
- 6 augustus - Theodosius I vaardigt een edict uit, waarbij alle homoseksuelen tot de brandstapel worden veroordeeld. Homohuwelijken worden verboden in het Romeinse Rijk.
- 25 december - Theodosius I wordt door Ambrosius, bisschop van Milaan, gedwongen op straffe van excommunicatie, kerkelijke boete te doen voor de slachtpartij in Thessaloniki. Hij ontdoet zich van zijn keizerlijke insignia en smeekt in de kathedraal publiekelijk om vergeving.
- Libanius, die het traditionele geloof (heidendom) aanhangt, beklaagt zich bij Theodosius I. Tempels die zijn gesloten voor erediensten, worden regelmatig door christelijke monniken overvallen en de priesters moeten in stilte aanzien hoe de tempels worden verwoest.[1]

### Palestina
- De Romeinse provincie Palestina wordt opgesplitst in drie delen: Palaestina Prima (hoofdstad Caesarea), Palaestina Secunda (hoofdstad (Scythopolis) en Palaestina Tertia (hoofdstad Petra).

### Religie
- De christelijke keizer Theodosius I laat het orakel van Delphi sluiten.

## Geboren
- Bleda, koning van de Hunnen (waarschijnlijke datum)
- Flavius Aëtius, Romeins veldheer (magister militum) (waarschijnlijke datum)
- Prosper van Aquitanië, christelijke schrijver (waarschijnlijke datum)
- Romanus van Condat, monnik en heilige (waarschijnlijke datum)

## Overleden
- Aurelius Victor, Romeins historicus
- Donatianus, bisschop van Reims
- Zenobius, bisschop van Florence (of 417)